# Elates ransonnettii
Elates ransonnettii is een straalvinnige vissensoort uit de familie van de platkopvissen (Platycephalidae). De wetenschappelijke naam van de soort is voor het eerst geldig gepubliceerd in 1876 door Franz Steindachner. Hij gaf aan de soort de naam Platycephalus ransonnettii, verwijzend naar een zekere Baron Ransonnet die exemplaren van de soort, afkomstig uit Singapore, geschonken had aan het Naturhistorisches Museum Wien.
De soort wordt tot 19 cm lang. Ze komt voor in de Golf van Thailand, de Filipijnen tot Papoea-Nieuw-Guinea en het noorden van Queensland (Australië).